# Rhodothallus caseariaefolius
Rhodothallus caseariaefolius är en svampart som beskrevs av Bat., Cif. & C.A.A. Costa ex Bat. & Cif. 1959. Rhodothallus caseariaefolius ingår i släktet Rhodothallus, divisionen sporsäcksvampar och riket svampar.   Inga underarter finns listade i Catalogue of Life.